# Nowa Wieś Podgórna
Nowa Wieś Podgórna – wieś w Polsce położona w województwie wielkopolskim, w powiecie wrzesińskim, w gminie Miłosław, nad Wartą.
W latach 1975–1998 miejscowość administracyjnie należała do województwa poznańskiego.
Przez Nową Wieś Podgórną przebiega czarny szlak rowerowy, łączący Żerków przez Raszewy, Brzostków, Śmiełów, Czeszewo i Winną Górę z Miłosławiem.
Miejscowość leży nad Wartą. Aby przeprawić się na drugą stronę należy skorzystać z promu rzecznego.
W miejscowości znajduje się dwór myśliwski.